# Зграда команданта Тврђаве
Зграда команданта Тврђаве је репрезентантивна барокна грађевина, подигнута је за време заповедништва генерала Нехема, као једна од најранијих грађевина у комплексу Петроварадинске тврђаве. 

## Положај зграде
Подигнута је у северозападном делу Доње тврђаве, у залеђу старог Дунавског бастиона, као самостојећи спратни објекат. Предње двориште било је оријентисано према Парадном плацу са помоћним приземним објектима изграђеним уз западну и источну страну, док је са стражње стране, уз цркву Св. Фрање, био је уређен парк. 

## Архитектура
У приземљу је централно постављен улазни хол и удвојени низ међусобно повезаних одаја, а на спрату је средишњи ходник настао преградњом предње просторије. Степениште је двокрако, смештено у левом углу објекта. Бочна крила су функционално повезани са главним објектом преко комуникативних балкона у нивоу спрата, док просторије у приземњу имају приступ из дворишта. Све просторије у приземњу су имају полуобличасте сводове, док су на спрату са равним таваницама. Кров је висок, на четири воде, покривен бибер црепом. Дворишна фасада главне зграде издељена је пиластрима, који имају базу и капителе са волутама које повезују јонски киматион и уплетени венац са букетом плодова воћа у средини. У централном делу је декоративан, у камену изведен портал са лучно завршеним улазом, изнад којег је архитрав подржан са три канелиране волутасте конзоле. У оси портал налази се породични грб породице Нехем, уз грб Срема, у богатој штуко орнаментици.